# Amr Shabana

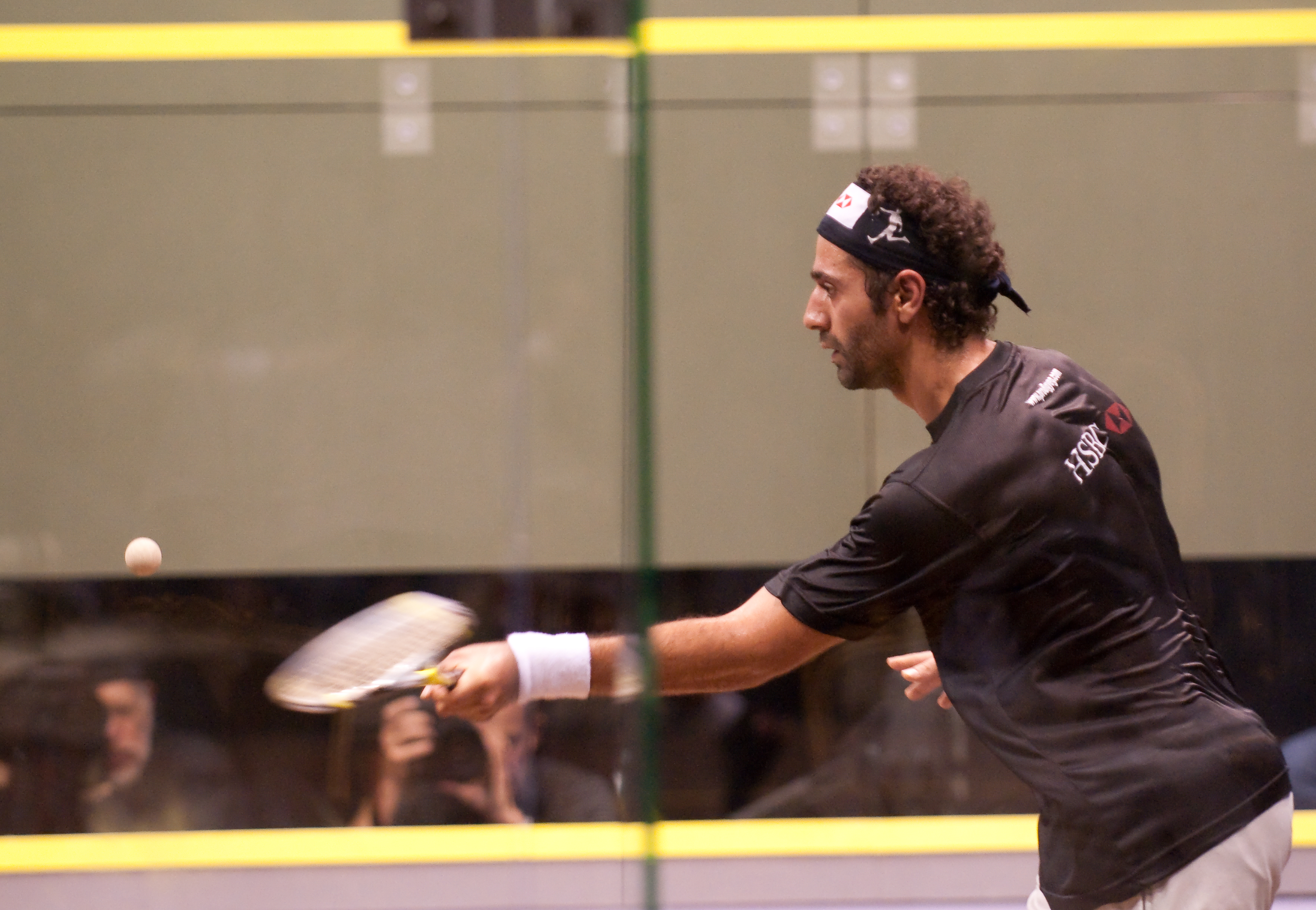
Amr Shabana à la Koweït cup 2009

Amr Shabana, né le 20 juillet 1979 au Caire, est un joueur professionnel de squash représentant l'Égypte. Il devient no 1 mondial en avril 2006. Il est 4 fois champion du monde en 2003, 2005, 2007 et 2009. Sa sœur Salma Shabana fut également joueuse professionnelle de squash.

## Biographie
Ce gaucher talentueux originaire du Caire s'est montré très prometteur lorsqu'il termine finaliste (face à son compatriote Ahmed Faizy) du British Junior Open Under-14 en janvier 1993. Quatre ans plus tard, il atteint la finale de l'Open britannique des moins de 19 ans, où il s'incline à nouveau face à Faizy.
Membre de la PSA depuis 1995, Amr Shabana remporte son premier titre sur le circuit en juillet 1999, en gagnant l'Open de Puebla au Mexique. Sept jours plus tard, il remporte son deuxième titre, l'Open de Mexico, en battant l'Australien Craig Rowland en finale.
Amr Shabana couronne une année remarquable en 2003 lorsque, en tant que tête de série numéro 9, il se fraye un chemin rempli de stars lors des championnats du monde au Pakistan. Il élimine le tenant du titre, David Palmer, tête de série numéro 3, en cinq jeux au troisième tour. Il  élimine ensuite le coéquipier australien de Palmer, Anthony Ricketts, en huitième de finale. Après avoir battu Karim Darwish (le numéro 1 égyptien) en quatre jeux en demi-finale, Amr Shabana remporte le titre historique en battant Thierry Lincou en finale 15-14, 9-15, 15-11, 15-7, devenant ainsi le premier Égyptien à remporter le titre suprême du squash.
Mais après une année suivante décevante, au cours de laquelle sa seule apparition en finale a été le British Open en Angleterre, où il perd contre David Palmer en quatre jeux 10-11 (4-6), 11-7, 11-10 (3-1), 11-7, Amr Shabana revient au sommet de son art en 2005. En peu de temps, il enrôle un nouvel entraîneur, Ahmed Tahir et un nouveau manager, l'ancien international égyptien Omar Elborolossy. Une semaine après avoir remporté l'Heliopolis Open dans sa ville natale du Caire, Amr Shabana, tête de série numéro 7, bat David Palmer et James Willstrop, avant de battre Anthony Ricketts en finale pour remporter le St Louis Open aux États-Unis.
L'événement suivant voit l'Égyptien en forme balayer toute opposition à l'Open de Hongrie à Budapest, remportant son troisième titre en autant de semaines après avoir battu Grégory Gaultier en finale. Mais le championnat du monde à Hong Kong confirme sa renaissance sans aucun doute. Tête de série n°5, il écrase Lee Beachill, tête de série numéro 4, en quart de finale, Peter Nicol en demi-finale et, pour sa troisième victoire consécutive, il bat David Palmer 11-6 11-7 11-8 en finale pour devenir le premier joueur depuis l'apogée des Khans à remporter le titre de champion du monde pour une deuxième fois.
La nouvelle année apporte de nouvelles récompenses à Shabana avec des victoires au Canadian Classic en janvier, suivies du Tournoi des champions à New York en mars et du Masters PSA des Bermudes en avril - portant son total de titres du PSA Tour à 12, puis en avril 2006, Shabana devient le premier joueur égyptien à atteindre la place de numéro 1 mondial.
En 2007, Amr Shabana est couronné champion du monde pour la troisième fois en cinq ans aux championnats du monde aux Bermudes et plus tard, en janvier 2009, le règne de 33 mois de Shabana comme numéro 1 mondial cesse avec l’avènement de son compatriote Karim Darwish.
En 2014, Amr Shabana devient le professionnel le plus âgé à remporter un titre mondial en battant Grégory Gaultier en finale du Tournoi des champions.
Le 27 août 2015, Amr Shabana annonce sa retraite du squash professionnel de compétition.

## Palmarès

### Titres
- Championnat du monde de squash : 4 titres (2003, 2005, 2007, 2009)
- US Open : 2 titres (2009, 2011)
- Grasshopper Cup : 2014
- Motor City Open : 2013
- Kuwait PSA Cup : 2008
- Qatar Classic : 2007
- Tournament of Champions : 3 titres (2006, 2007, 2014)
- Hong Kong Open : 4 titres (2006, 2007, 2008, 2009)
- Open de Malaisie : 2009
- Windy City Open : 2007
- Canadian Classic: 2006
- Heliopolis Open : 2005
- Open de Hongrie : 2005
- Open de Séville : 2003

### Finales
- US Open : 2014
- Netsuite Open : 2014
- Kuwait PSA Cup : 2 finales (2007, 2010)
- Qatar Classic : 2 finales (2008, 2010)
- British Open : 2004
- Canadian Classic: 2008
- Open de Dayton : 2005
- Windy City Open : 2005
- Hurghada International : 2008

### Titres sur le PSA Tour (31)
| Années | Tournois                     | Finalistes         | Score                                |
| 1999   | Pubela Open                  | Craig Rowland      | 11-15, 15-7, 15-7, 15-9              |
| 1999   | Mexico Open                  | Craig Rowland      | 8-15, 15-7, 15-4, 15-13              |
| 2001   | El Ahly Open                 | Karim Darwish      | 15-12, 15-12, 17-15                  |
| 2003   | Spanish-Seville Open         | Karim Darwish      | 15-13, 13-15, 15-14, 8-15, 15-13     |
| 2003   | Championnats du monde        | Thierry Lincou     | 15-11, 11-15, 15-8, 15-14            |
| 2005   | Rotary Helioplis Open        | Karim Darwish      | 11-10(2-0), 2-0 ab.                  |
| 2005   | St.Louis MPM Open            | Anthony Ricketts   | 11-10(2-0), 11-8, 11-7               |
| 2005   | Hungarian Open               | Grégory Gaultier   | 6-11, 11-2, 11-7, 8-11, 11-5         |
| 2005   | Championnats du monde        | David Palmer       | 11-6, 11-7, 11-8                     |
| 2006   | Pace Canadian Classic Open   | Jonathon Power     | 11-9, 11-8, 11-5                     |
| 2006   | Tournament of Champions      | Nick Matthew       | 11-6, 11-9, 11-4                     |
| 2006   | Bermudes Masters Open        | Peter Nicol        | 9-11, 11-6, 11-7, 2-11, 11-8         |
| 2006   | Hong Kong Open               | Ramy Ashour        | 11-10(3-1), 3-11, 11-5, 11-10(3-1)   |
| 2006   | Saudi International Open     | Grégory Gaultier   | 11-7, 11-9, 11-4                     |
| 2007   | Windy City Open 2007         | Anthony Ricketts   | 11-8, 11-8, 11-10(5-3)               |
| 2007   | Tournament of Champions      | Anthony Ricketts   | 7-11, 11-3, 8-4 ab.                  |
| 2007   | Saudi International Open     | Ramy Ashour        | 11-5, 11-5, 1-11, 11-9               |
| 2007   | Qatar Classic                | Grégory Gaultier   | 11-4, 8-11, 11-6, 11-5               |
| 2007   | Hong Kong Open               | Grégory Gaultier   | 10-11 (1-3), 11-3, 11-6, 11-10 (3-1) |
| 2007   | Championnats du monde        | Grégory Gaultier   | 11-7, 11-4, 11-6                     |
| 2008   | Kuwait Open                  | Ramy Ashour        | 11-9, 11-7, 13-11                    |
| 2008   | Hong Kong Open               | Grégory Gaultier   | 11-7, 13-15, 8-11, 11-2, 11-3        |
| 2009   | CIMB Malaysian Open          | Nick Matthew       | 5-11, 11-9, 11-6, 11-4               |
| 2009   | Aon US Open                  | Ramy Ashour        | 11-7, 11-2, 7-11, 12-14, 11-8        |
| 2009   | Hong Kong Open               | Grégory Gaultier   | 11-9, 9-11, 11-3, 5-2 ab.            |
| 2009   | Championnats du monde        | Ramy Ashour        | 11-8, 11-5, 11-5                     |
| 2011   | Delaware Investments US Open | Nick Matthew       | 11-9, 8-11, 11-2, 11-4               |
| 2012   | ATCO PSA World Series Finals | Grégory Gaultier   | 6-11, 12-10, 11-7, 7-11, 11-8        |
| 2012   | Comfort Inn Open             | Hisham Mohd Ashour | 7-11, 11-9, 11-7, 12-10              |
| 2013   | ATCO PSA World Series Finals | Nick Matthew       | 4-11, 11-2, 11-4, 11-7               |
| 2013   | Motor City Open              | Karim Darwish      | 11-4, 2-6 ab.                        |
| 2014   | Tournament of Champions      | Grégory Gaultier   | 11–8, 11–3, 11–4                     |
| 2014   | Grasshopper Cup              | Tarek Momen        | 11–6, 11–9, 4–11, 8–11, 11–8         |

### Finales sur le PSA Tour (15)
| Années | Tournois                                            | Vainqueur           | Score                              |
| 1998   | Mega Italia Open                                    | John White          | 15-13, 15-10, 13-15, 15-8          |
| 2003   | Pakistan Circuit No.2 Open                          | Karim Darwish       | 15-12, 15-7, 6-2 ab.               |
| 2004   | British Open                                        | David Palmer        | 10-11(4-6), 11-7, 11-10(3-1), 11-7 |
| 2005   | Windy City Open                                     | John White          | 11-7, 11-8, 11-4                   |
| 2005   | EBS Dayton Open                                     | Peter Nicol         | 11-6, 11-10(3-1), 11-2             |
| 2006   | US Open                                             | Grégory Gaultier    | 11-5, 7-11, 11-4, 11-9             |
| 2007   | Sheikha Al Saad Kuwait Open                         | Ramy Ashour         | 11-3, 11-5, 12-10                  |
| 2008   | PACE Canadian Classic                               | Ramy Ashour         | 11-2, 11-9, 8-11, 11-8             |
| 2008   | Hurghada International                              | Ramy Ashour         | 12-10, 9-11, 11-7, 9-11, 12-10     |
| 2008   | ATCO World Series Finals                            | Grégory Gaultier    | 11-9, 11-8, 11-8                   |
| 2008   | Qatar Classic                                       | Karim Darwish       | 11-4, 11-5, 11-3                   |
| 2010   | HH Sheikh Saad Abdullah Al-Sabah Trophy Kuwait Open | Ramy Ashour         | 9-11, 11-4, 13-11, 11-1            |
| 2010   | Qatar Classic                                       | Karim Darwish       | 8-11, 11-2, 11-7, 11-6             |
| 2013   | Cambridge Cup                                       | Mohamed El Shorbagy | 7-11, 7-11, 7-11                   |
| 2014   | Netsuite Open                                       | Grégory Gaultier    | 11-3, 11-5, 11-5                   |